# Арламівська Воля (зупинний пункт)
Арла́мівська Во́ля — пасажирський залізничний зупинний пункт Львівської дирекції Львівської залізниці на електрифікованій постійним струмом двоколійній лінії Львів — Мостиська II між станціями Судова Вишня (13 км) та Мостиська I (6 км). Розташований в селі Арламівська Воля Яворівського району Львівської області.

## Пасажирське сполучення
На платформі Арламівська Воля зупиняються приміські електропоїзди сполученням Львів — Мостиська II.